# Geografija Nikaragve
Nikaragva (uradno Republika Nikaragva špansko República de Nicaragua) je država v Srednji Ameriki, ki meji na Karibsko morje in severni Tihi ocean, med Kostariko in Hondurasom. Nikaragva je največja država v Srednji Ameriki v kvadratnih kilometrih.
Nikaragva pokriva skupno površino 130.370 kvadratnih kilometrov (od tega je 119.990 kvadratnih kilometrov kopnega) in ima raznoliko podnebje in relief. Fizična geografija države jo deli na tri glavne cone: Pacifiško nižavje, bolj vlažno, hladnejše Severno osrednje višavje (Cordillera de Amerrisque) in Karibsko nižavje.

## Naravne regije
Naravne regije Nikaragve so pacifiško nižavje, osrednje višavje in karibsko nižavje.

### Pacifiško nižavje
Pacifiško nižavje se razteza približno 75 kilometrov v notranjost od pacifiške obale. Večina območja je ravninskega, razen vrste mladih vulkanov, od katerih so mnogi še vedno aktivni, ki potekajo med zalivom Fonseca in Nikaragovskim jezerom (Lago de Nicaragua). Ti vrhovi ležijo zahodno od velikega preloma skorje ali strukturne razpoke, ki tvori dolgo, ozko depresijo, ki poteka proti jugovzhodu čez ožino od zaliva Fonseca do reke San Juan.
Riftna dolina je delno zasedena z največjimi sladkovodnimi jezeri v Srednji Ameriki: Managovsko jezero (56 kilometrov dolgo in 24 kilometrov široko) in Nikaragovsko jezero (okoli 160 kilometrov dolgo in 75 kilometrov široko). Ti dve jezeri združuje reka Río Tipitapa, ki teče proti jugu v Nikaragovsko jezero. Slednje se izliva v reko San Juan (meja med Nikaragvo in Kostariko), ki teče skozi južni del riftne nižine do Karibskega morja.
Dolina reke San Juan tvori naravni prehod blizu morske gladine čez Nikaragovsko ožino od Karibskega morja do Nikaragovskega jezera in razpoke. Od jugozahodnega roba jezera je le še devetnajst kilometrov do Tihega oceana. Ta pot je v različnih časih v preteklosti veljala za možno alternativo Panamskemu prekopu.
Okoli jezer in severozahodno od njih vzdolž riftne doline do zaliva Fonseca so rodovitne nižinske ravnine, močno obogatene z vulkanskim pepelom iz bližnjih vulkanov. Te nižine so gosto poseljene in dobro obdelane. Naravna vegetacija pacifiškega nižavja je suhi gozd, vendar je bil velik del spremenjen v polja ali pašnike. Bolj neposredno zahodno od območja jezer je ozka črta s pepelom pokritih hribov in vulkanov, ki ločuje jezera od Tihega oceana. Ta črta je najvišja v osrednjem delu blizu mest León in Managua.
Ker je zahodna Nikaragva tam, kjer trčita dve veliki tektonski plošči, je izpostavljena potresom in vulkanskim izbruhom. Čeprav so občasni vulkanski izbruhi povzročili kmetijsko škodo zaradi hlapov in pepela, so bili potresi veliko bolj uničujoči za življenja in premoženje. Vsako leto se zgodi na stotine sunkov, od katerih nekateri povzročijo resno škodo. Glavno mesto Managua je bilo praktično uničeno leta 1931 in ponovno leta 1972.

### Severno osrednje višavje (Cordillera de Amerrisque)
Trikotno območje, znano kot Osrednje višavje, leži severovzhodno in vzhodno od Pacifiškega nižavja. Te razgibane gore so sestavljene iz grebenov, visokih od 900 do 1800 metrov, in mešanega hrastovega in borovega gozda, ki se izmenjuje z globokimi dolinami, ki se stekajo predvsem proti Karibom. Zelo malo pomembnih potokov teče proti zahodu v Tihi ocean. Tisti, ki so, so strmi, kratki in tečejo občasno.
Relativno suha zahodna pobočja Osrednjega višavja, zaščitena z grebeni visokogorja pred vlažnimi vetrovi Karibov, so že od kolonialnih časov privabljala kmete iz pacifiške regije. Vzhodna pobočja visokogorja so prekrita z gorskimi deževnimi gozdovi in so malo poseljena s pionirskimi poljedelci in majhnimi skupnostmi domorodnih prebivalcev.

### Karibsko nižavje
Vzhodno karibsko nižavje Nikaragve tvori obsežno (zavzema več kot 50 % državnega ozemlja) in še vedno redko poseljeno nižavsko območje, znano kot Costa de Mosquitos (Moskitska obala). Karibsko nižavje včasih velja za sinonim za nekdanji departma Zelaya, ki je zdaj razdeljen na severnokaribsko obalo (Región Autónoma de la Costa Caribe Norte, RACCN) in južnokaribsko obalo (Región Autónoma de la Costa Caribe Sur, RACCS) in predstavlja približno 45 odstotkov ozemlja Nikaragve.
To nižavje je vroče, vlažno območje, ki vključuje obalne nižine, vzhodne robove Osrednjega višavja in spodnji del porečja reke San Juan. Tla so na splošno izlužena in nerodovitna. Borove in palmove savane prevladujejo vzdolž karibske obale daleč proti jugu do Lagune de Perlas. Obstajajo obsežna območja tropskega deževnega gozda, vključno z atlantskimi vlažnimi gozdovi, ki se raztezajo proti jugu od Lagune de Perlas mimo reke San Juan v Kostariko, in srednjeameriškimi atlantskimi vlažnimi gozdovi, ki ležijo med savanami in osrednjim višavjem ter vzdolž reke skozi savane.
Rodovitna tla so le ob naravnih nasipih in ozkih poplavnih ravnicah številnih rek, vključno z Escondido, Río Grande de Matagalpa, Prinzapolka in Coco, ter ob številnih manjših potokih, ki izvirajo v Osrednjem višavju in prečkajo regijo na poti do kompleksa plitvih zalivov, lagun in slanih močvirij karibske obale.

## Podnebje
Temperatura se v Nikaragvi malo spreminja glede na letne čase in je v veliki meri odvisna od nadmorske višine. Tierra caliente ali 'vroča dežela' je značilna za vznožje in nižine od morske gladine do približno 750 metrov nadmorske višine. Tu so dnevne temperature v povprečju od 30 do 33 °C, nočne temperature pa padejo na 21 do 24 °C večino leta.
Tierra templada ali 'zmerna dežela' je značilna za večino Osrednjega višavja, kjer se višine gibljejo med 750 in 1600 metri. Tu so dnevne temperature zmerne (24 do 27 °C), noči pa hladne (15 do 21 °C).
Tierra fria ali 'hladna dežela' na nadmorski višini nad 1600 metri, je le na in blizu najvišjih vrhov Osrednjega višavja. Dnevne povprečja v tej regiji so od 22 do 24 °C, z nočnimi najnižjimi temperaturami pod 15 °C.

### Padavine
Količina padavin se v Nikaragvi zelo razlikuje. Karibsko nižavje je najbolj namočen del Srednje Amerike, kjer letno pade med 2500 in 6500 milimetrov dežja. Zahodna pobočja Osrednjega višavja in Pacifiškega nižavja prejmejo precej manj letnih padavin, saj so zaščitena pred vlažnimi karibskimi pasati z vrhovi Osrednjega višavja.
Povprečna letna količina padavin za riftno dolino in zahodna pobočja visokogorja se giblje od 1000 do 1500 milimetrov. Padavine so sezonske - od maja do oktobra je deževno obdobje, od decembra do aprila pa je najbolj suho obdobje.
Med deževnim obdobjem je vzhodna Nikaragva izpostavljena močnim poplavam vzdolž zgornjega in srednjega toka vseh večjih rek. Blizu obale, kjer se rečni tokovi razširijo in so rečni bregovi in naravni nasipi nizki, se poplavne vode razlivajo na poplavne ravnice, dokler veliki deli nižin ne postanejo neprekinjene vodne plošče. Kmetijske parcele ob rečnih bregovih so pogosto močno poškodovane in med temi poplavami pogine precejšnje število savanskih živali.
Obala je prav tako izpostavljena uničujočim tropskim nevihtam in orkanom, zlasti od julija do oktobra. Močni vetrovi in poplave, ki spremljajo ta neurja, pogosto povzročijo veliko gmotno uničenje. Poleg tega lahko močno deževje (imenovano papagayo nevihte), ki spremlja prehod hladne fronte ali območja nizkega zračnega tlaka, od novembra do marca zajame s severa tako vzhodno kot zahodno Nikaragvo (zlasti riftno dolino).
Orkani ali močno deževje v Osrednjem višavju, kjer je kmetijstvo uničilo veliko naravne vegetacije, prav tako povzročajo veliko škodo na pridelku in erozijo tal. Leta 1988 je orkan Joan prisilil na stotine tisoče Nikaragovcev, da so zapustili svoje domove, in povzročil več kot milijardo ameriških dolarjev škode, večino na karibski obali. Novembra 2020 sta dva velika orkana: Eta in Iota, v zaporednih tednih dosegla državo na skoraj istih lokacijah, povzročila na stotine smrtnih žrtev po vsej karibski regiji in povzročila milijone dolarjev škode.

## Okolje
Nikaragva je podvržena uničujočim potresom, vulkanom, zemeljskim plazovom in občasno hudim orkanom. Trenutno se sooča s krčenjem gozdov, erozijo tal in onesnaževanjem vode. Je pogodbenica Okvirne konvencije Združenih narodov o podnebnih spremembah, Kjotskega protokola o podnebnih spremembah, prepovedi jedrskih poskusov in zaščite ozonskega plašča ter je podpisala, a ne ratificirala pomorsko pravo.

## Ekstremne točke
- Najsevernejša točka: severno od Liwa Sirpe
- Najjužnejša točka: Trinidad, Río San Juan
- Najbolj zahodna točka: pacifiška obala v zalivu Fonseca, departma Chinandega
- Najbolj vzhodna točka: otočje Miskito Cays, avtonomna regija Severne karibske obale
- Najnižja točka: Tihi ocean 0 m
- Najvišja točka: Mogotón 2085 m

## Pomorske zahteve
- Mejno območje: 24 navtičnih milj (44,4 km)
- Teritorialno morje: 12 navtičnih milj (22,2 km)
- Izključna ekonomska cona: 123.881 km²